# Гран-при Франции 1906 года

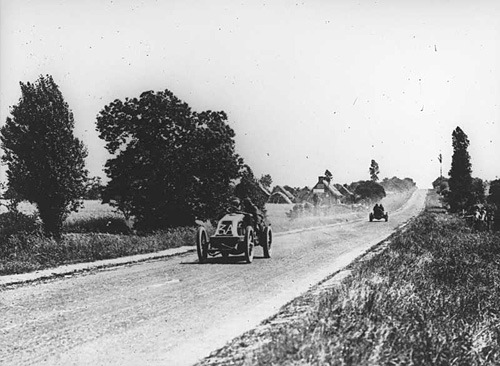

Гран-при Франции 1906 года (фр. 1906 Grand Prix de l'Automobile Club de France) — автопробег, состоявшийся 26—27 июня 1906 года на закрытых общественных дорогах за пределами города Ле-Ман. Гран-при был организован автомобильным клубом Франции (АКФ, фр. Automobile Club de France, ACF) с подачи французской автомобильной промышленности в качестве альтернативы Кубку Гордона Беннетта, который ограничивал число участников от каждой из конкурирующих стран независимо от размера их автомобильной отрасли. Франция обладала крупнейшей автомобильной промышленностью в Европе в то время, и в попытке лучше продемонстрировать это, на Гран-при не было никаких ограничений на количество участников от каждой отдельной страны. АКФ выбрал трассу длиной 103,18 километра (64,11 мили), состоящую в основном из пыльных дорог, покрытых дёгтем, которую каждый из участников должен был преодолеть по шесть раз в каждый из двух дней (то есть всего 12 раз); общая дистанция, таким образом, составляла 1238,16 километра (769,36 мили). Имевшая продолжительность более 12 часов в общей сложности, гонка была выиграна Ференцем Сисом, выступавшим за команду Renault. Гонщик FIAT Феличе Назарро занял второе место, а Альбер Клеман, выступавший за Clément-Bayard, пришёл третьим.
Пол Барас из команды Brasier установил быстрый круг в гонке на своём первом круге. Он удерживал лидерство до третьего круга, когда Сис вышел на первую позицию, сохранив её до конца гонки. Жаркая погода растопила дорожный дёготь, из-за чего автомобили в процессе езды поднялись так высоко[уточнить], что мешали водителям обозревать дорогу, сделав гонку опасной. Проколы шин были широко распространены; компания-производитель шин Michelin представила перед гонкой съёмные колёсные диски с уже размещёнными на них шинами, которые могли быть быстро установлены на автомобиле взамен прежних после прокола, что экономило значительное количество времени в сравнении с ручной заменой шин. Это помогло Назарро обойти Клемана на второй день, поскольку FIAT, в отличие от Clément-Bayard, использовал эти диски.
Победа Renault способствовала увеличению продаж этого французского производителя в первые годы после гонки. Несмотря на то, что это была вторая гонка[уточнить], носившая данное название, именно она стала известна как первый настоящий Гран-при. Успех в 1906 году Гран-при Франции побудил АКФ организовать Гран-при снова в следующем году, а немецкая автомобильная промышленность организовала Kaiserpreis, гонку-предшественник Гран-при Германии, в 1907 году. 